# France-Albert René
France-Albert René (16. november 1935 - 27. februar 2019) var Seychellernes præsident 1977-2004.
René var statsminister i 1976-77 og kom til magten ved et statskup mod præsident James Mancham. Han trak sig tilbage i 2004.